# (2930) Euripide
(2930) Euripide, désignation internationale (2930) Euripides, est un astéroïde de la ceinture principale.

## Description
(2930) Euripide est un astéroïde de la ceinture principale. Il fut découvert par Cornelis Johannes van Houten, Ingrid van Houten-Groeneveld et Tom Gehrels le 24 septembre 1960 à l'observatoire Palomar. Il présente une orbite caractérisée par un demi-grand axe de 2,7800 UA, une excentricité de 0,0229 et une inclinaison de 4,0609° par rapport à l'écliptique.
Il fut nommé en hommage à Euripide, un des trois grands tragiques de l'Athènes classique.

## Compléments